# Британска Индия
Британска Индия (след 1858 г. Британски Радж; на английски: British Raj, букв. от хиндустани – „британско управление“) е името на британската колония, просъществувала от XVII до средата на XX век и обхващаща по-голямата част от Индийския субконтинент, включително днешните държави Индия, Бангладеш, Пакистан и Мианмар.
До обявяването на независимостта им тези държави се описват от историографията като Британска Индия, въпреки че под този термин са се подразбирали само териториите под директна опека на британската администрация в Делхи (преди това в Калкута). Голяма част от териториите под властта на вицекраля на Индия по това време всъщност не са на директно подчинение, а са трибутарни княжества, управлявани от махараджи, раджи, такури и набоби, които въз основа на сключени договори запазват властта си, но изгубват суверенитета си, признавайки за върховен владетел британския монарх. За част от Британска Индия се считат и Аден (от 1839 г.), и Бирма (от 1886), които придобиват статут на отделни колонии през 1937 г. Основна роля в управлението играе Британската източноиндийска компания.
За начало на периода Британски Радж се счита 1858 г., когато компанията е закрита и териториите стават пряко владение на Короната в лицето на кралица Виктория. През 1876 тя е провъзгласена за императрица на Индия. За край на периода се счита 1947 г., когато Индия и Пакистан стават доминиони. По-късно те стават съответно република Индия и република Пакистан (съставена отначало от две отделни части, но източната част по-късно става република Бангладеш). Бирма е отделна колония от 1937 и получава независимост през 1948 г.
Въпреки че Шри Ланка е в периферията на Индийския субконтинент, тя не е част от така наречения Британски Радж. Тя е управлявана като кралска колония директно от Лондон, като влиянието на Вицекраля на Индия е несъществено.
С понятията Френска Индия и Португалска Индия се обозначават малките крайбрежни анклави, които двете държави са притежавали преди независимостта на Индия. След независимостта те успешно се интегрират в Индия.

## История

### Начало на английското присъствие
На 31 декември 1600 британската кралица Елизабет I утвърждава създаването на Британска източноиндийска компания за търговия с Изтока. Това е ход, с който Елизабет I иска да наложи страната си в този район, в който по това време силно влияние имат Холандия, Португалия и частично Испания. Корабите на компанията за пръв път пристигат при индийските брегове през 1608 и акостират в пристанището Сурат (днешен Гуджарат).
Четири години по-късно британските сили разбиват португалците в битката при Суали, като по този начин си гарантират властта на Джахангир, владетел на Мугхал. Следваща стъпка в засилването на британското присъствие в района е изпращането на посланик в двора на Джахангир – като такъв, през 1615 г., от крал Джеймс I е изпратен Сър Томас Рой. Това е важен дипломатически ход, който предоставя правото на британците да построят търговски пост на индийска земя, който да играе роля на базово място при търговията между Индия и Европа. Той е построен през 1612 в Сурат. Основни стоки за износ се очертават памук, коприна, индиго и чай.
В средата на XVII век, компанията основава постове или така наречените фактории в главните градове на Индия – Бомбай, Калкута, Мадрас. През 1670 Чарлс II дава право на компанията да завзема територия от името на Короната, да поддържа въоръжена армия, да сече монети и да въвежда съдебна власт и британско администриране в новите територии.
В последното десетилетия на XVII век, компанията обявява, че притежава собствена „нация“ на Индийския субконтинент, тъй като притежава многобройна армия и поддържа администрирането на територията.
Първата британска утвърдена територия е през 1757, когато армията на компанията под командването на Робърт Клайв побеждава силите на бенгалския владетел Сирадж Уд Даулах в битката при Пласи. Оттогава компанията монополизира търговията в района на Бенгалия и тя става британски протекторат. Бенгалските земеделци и занаятчии са обложени с високо данъчно бреме. Вследствие на това от 1769 до 1773 десет милионното бенгалско крайбрежие търпи системни гладни епидемии. Век по-късно подобна участ очаква и населението на целия субконтинент, когато жертва на гладна епидемия стават над 40 милиона души след срива на индийското вътрешно производство.

### Британската експанзия в Индия
С решение на британския парламент от 1773 се утвърждава постът на Генерал-губернатор на Индия, който е зает първо от Уорън Хейстингс. Практически е установено срастване между компанията и монархическата институция.
В навечерието на XIX век генерал-губернаторът Лорд Уесли започва разрастването на британските владения в Индия. В хода на тези действия напълно е отстранено френското влияние на полуострова. В средата на XIX век генерал-губернаторът Лорд Далхаузи започва още по-масирана експанзия. Започват така наречените Англо-сикхски войни, в които сикхите са разгромени и към Британска Индия се включва Пенджаб. След Втората бирманска война Бирма е покорена окончателно. Също така се установяват васални отношения с редица малки монархии като Сатара, Самбалпур, Джанси, Нагпур. През 1856 е последното териториално разширение на компанията – със завземането на Уд. През следващата година компанията е закрита, като причина са издевателствата, извършвани от Британската източноиндийска компания. Основана е Компания Радж. Така наричат и британците владенията си в Индия – Компания Радж или Индийски Радж.

### Бунтовете през 1857 г.
На 10 май 1857 войници от Британската индийска армия, съставена от местни индуси и мюсюлмани, се разбунтуват в Мирут, военен пост, разположен на 80 километра североизточно от Делхи. Бунтовниците се отправят към Делхи, за да водят преговори, но същевременно цяла Централна и Северна Индия се разбунтува срещу англичаните, което води до едногодишно въстание срещу Британската източноиндийска компания. Много от васалните владетели на малки царства застават на страната на революционните сили, докато други остават лоялни на британците и се включват на тяхна страна. Това събитие остава в историята като Индийско въстание от 1857.

#### Причини за бунтовете
Въстанието, което сериозно разклаща основите на британското управление в Индия, несъмнено е кулминацията на натрупалия се гняв спрямо британската политика на управления през изминалите десетилетия на колониално минало. Преди този по-сериозен опит за промяна в колонията, британците са съумявали да потушат множество по-дребни бунтове и етнически междуособици, но почти повсеместното и целенасочено въставане на индийците от 1857 отприщва огромна вълна на насилие и гняв спрямо британците.
Важна предпоставка за избухването на въстанието е политиката на анексиране, приложена от генерал-губернатора Лорд Далхаузи, основаваща се на неговата „Доктрина на пропуска“ – която се изразява в присъединяването на васалните монархии към земите на англичаните, в случай че монархът умре без пряк наследник. На местните монарси е наложено ограничението да не могат да осиновят деца, нещо характерно за техните обичаи и религия. По такъв начин са анексирани териториите на кралствата Сатара, Танджавур, Самбал, Джанси, Детпур, Удайпур, Багат. В допълнение на това са анексирани без причина кралствата на Синд през 1843 и Уд през 1856. Причина всъщност има, тези кралства са били едни от най-богатите в колонията. Тази нестихваща алчност за земи, особено подклаждана и подкрепяна от съсловието на средната британска класа в колонията, по-точно от търговците, които демонстрирали всячески превъзходството в обществото над индийците, довежда до отчуждаването на голяма площ земи, владени от местната индийска аристокрация, което е важна причина за индийците да желаят отстраняването на британското присъствие.
Искрата, разпалила огъня на въстанието е резултат от изключително убедителен, но неверен слух. Появява се мълва, че британците ще използват нови патрони за модела пушки от 1853 „Анфийлд“, за чиято направа ще трябва да се използва смес от кравешка и свинска мазнина, добивана от индийците. Това води до бурно недоволство сред индуските и мюсюлмански сипаи, които въстават срещу британското офицерство.

#### Протичане на въстанието
Скоро след началото бунтовете обхващат по-голямата част от Северна Индия, включително Уд и различни части от анексираните индийски кралства. Неподготвените за подобно по мащаб въоръжено въстание са ужасени, без да имат подготвена стратегия за потушаване на бунтовете. Въстанието нанася множество щети на обществото в колониална Индия – жертви, глад, опустошения, епидемии. Въпреки първоначалната неподготвеност на британците все пак тяхното техническо и организационно надмощие успява да доведе до потушаване на въстанието. Повсеместността на въстанието скоро е отстранена. Отделни части само се съпротивляват, като последната главна позиция на бунтовниците е превзета на 21 юни 1858 при Гуалиор – един от основните центрове на въстанието. Последната битка се води с изтеглили се на север бунтовници при Сирва Пас на 21 май 1859. Част от победените и спасили се бунтовници избягват в Непал.

### След разгрома на въстанието
Въстанието е главната повратна точка в историята на модерна Индия. През май 1858, британците изпращат в изгнание император Бахадур Шах Зафар II в Рангун, днешен Янгон, Мянма, като същевременно по-голямата част от семейството му е екзекутирана, акт слагащ край на Империята на Моголите.
Бахадур Шах Зафар II, останал известен като Кралят поет, написва някои от най-известните и добри поеми на урду, имащи за мотиви свободата и борбата. Той не е допуснат да се завърне и умира самотен в затвор през 1862. Тримата синове на императора, също участници в бунтовете са арестувани и обезглавени на Куни Дерваза (Синята порта) в Делхи от майор Хъдсън от британската армия. Главите им са окачени пред съда в Делхи за назидание.
Пряко следствие след неуспешните бунтове е затварянето на културните и религиозни центрове. Множество предмети на изкуството са конфискувани.
Следствие за британците е закриването на Компанията и преминаването на управлението под властта на държавата. Отчетена е вината на самите британци за повишаването на напрежението в Британска Индия.
В обявяването на новата политика за „кралете, управниците и хората на Индия“, кралица Виктория (която получава титлата Императрица на Индия през 1876) обещава еднаква сила закона спрямо всички, но като цяло това се посреща от индийците с недоверие, резултат от въстанието от 1857.
Повечето от съществуващите практики за събиране на приходи и икономически порядки остават непроменени след събитията от 1857, но се осъществяват реформи в администрацията, утвърждават се длъжности от изпълнителната власт в Лондон, пряко ангажирани с Индия. Генерал-губернаторът на Индия (титулуван вицекрал, когато представя монархията в отношенията с васалните кралства), чиято щабквартира е в Калкута, реформира значително администрацията, като създава изпълнителни и законодателни съвети.
Под ръководството на Генерал-губернатора на Индия са губернаторите на отделните провинции на Индия, които от своя страна ръководят администрацията на ниво провинции и окръзи, които формират нисшите слоеве от индийската гражданска администрация. От десетилетия индийската гражданска администрация е напълно заета от британци по произход, същото се отнася и за съдебните и медицински служители. Британските администратори са със силно чувство на дълг при управлението на Индия и получават добри възнаграждения, имат висок обществен статус и възможности за професионално развитие. Това положение се запазва до около 1910 когато британците с неохота позволяват на малка част индийци, които са получили британско образование, да се включат като кадри на администрацията.
Вицекралят на Индия обявява през 1858 че правителството ще зачете договорите между васалните кралства по така наречената „Доктрина на пропуска“, чрез които Компанията анексира териториите на владетелите, починали без пряк кръвен мъжки наследник. Около 40% от индийската територия и 25% от населението обаче остава под управлението на 562 монарси с различна религия и етническа принадлежност. Тяхната маниакалност към пищност и великолепие придобива пословичност, докато техните владения, различни по размер и богатство изостават значително в социално-политически план на фона на контролираните от британците части на Индия.
Повечето от реформите се оказват ефективни в реорганизацията на армията и данъчната система. Поучили се от войнишката повсеместна солидарност по време на въстанието, изпълнителната власт в Британска Индия взема решение да раздели войските на три части под различно командване.
Със законодателен акт от 1861 се възстановява законодателното право на местните власти, което дотогава е било изключително право само на генерал-губернатора съгласно решение от 1833.
Британското становище по отношение на индийците се променя от откровеност към сдържаност и дори ксенофобия, дори спрямо тези с лоялно отношение. Британските семейства и техните прислуги живеят в отделни поселения, на разстояние от индийските селища. Частните клубове, където британците се събират, за да общуват помежду си, се превръщат в символ на изключителност и снобарство, което остава непроменено и дори след независимостта. През 1883 правителството прави опит да въведе повишаване на критериите в криминалното право чрез въвеждането на законопроект, упълномощаващ съдиите в Индия да разследват за нарушения комисии от европейци. Публичните протести и острата реакция в пресата обаче принуждава вицекраля Джордж Робинсън, Първи маркиз на Рипон (на този пост от 1880 до 1884), да се откаже от това си намерение и драстично да промени законопроекта. Бенгалският вестник „Hindu intelligentsia“ изнася ценен политически урок от този „бунт на белите“ – ефективността на добре организираната агитация чрез демонстрации по улиците и разгласата в медиите премахва разликата между истинската и измислената болка.
Индия след въстанието също изживява период на безпрецедентни бедствия, когато цели региони са обхващани от серии от чести и опустошителни гладни епидемии, сред които някои поставят рекорди по брой жертви. Приблизително 25 мащабни гладни епидемии се разпростират из Индия – Тамил Наду в Южна Индия, Бихар в Северна Индия и Бенгалия на изток, взимайки над 40 милиона човешки жертви. Тези епидемии от глад са резултат от продължителни засушавания в съчетание с неотстъпчивата британска данъчна политика спрямо местните, която до 1857 е насочена към заграбване на индийската обработваема земя, ограничаване на вътрешната търговия, високи данъци за индийците насочени за издръжка на неуспешните походи на британците в Афганистан. Тежката ситуация се допълва и от спекулативно надуване на цените и масов износ на храни от Индия за Обединеното кралство.
Появяват се и защитници на гражданските права като Уилям Дъгби, който агитира за подобряване на политиката спрямо изхранването и реформи за ограничаване на гладните епидемии, но Лорд Литън (син на известния поет Едуард Булуър-Литън) и действащият вицекрал на Индия, се противопоставят на подобен тип реформи, съзирайки в тях възможност за създаване на условия за бягство на индийските работници от работа. Проектите, които все пак се осъществяват в тази насока са свързани с възлагането на работа на страдащите от недохранване хора в областта на изграждащата се инфраструктура. Тук основен недостатък е, че те не са особен подготвени за изискващата известна степен на квалификация работа. Доктрина за преодоляване на глада е приета едва по време на гладната епидемия от 1907 – 1908, и пряк резултат е, че тя не е с катастрофални последици.
Гладните епидемии продължават до самата независимост от 1947, когато по времето на Втората световна война в Бенгалия през 1943 – 1944 гладът убива около 4 милиона души.

### Начало на автономното управление
Първите стъпки за предоставяне на известна степен на автономност на Британска Индия са предприети в края на XIX век с назначаването на индийски съветници към институцията на вицекраля, а също и включването на индийци в местните в обществените съвети по места. Впоследствие британците разширяват индийското участие в управлението чрез Акта за индийските съвети от 1892, с който се предоставят места на индийците в законодателните съвети.
През 1909 с подобен акт на правителството (известен като реформите на Морлей-Майнту по имената на Джон Морлей – държавен секретар за Индия и Джилбърт Елиът, четвърти граф на Майнто, Вицекрал на Индия по това време)
дава на индийците ограничена роля в централните и местни законодателни органи. Първоначално индийците са назначавани на тези места, но по-късно местата се заемат след провеждането на избори за тях. Като цяло на централно ниво властта остава съсредоточена от назначавани от правителството членове на тези органи и дори Вицекрал на Индия вицекралят няма решаваща роля при законодателните действия. На местно ниво избраните членове заедно с неназначените пряко от правителството, имат числено преимущество над пряко назначаваните, но за сметка на това законодателната дейност на местния губернатор не подлежи на обсъждане. В такъв вид Морлей представя пред парламента законопроекта си за частична автономност на Индия, но това не съвпада с целите на британското правителство.
Реформите Морлей-Майнто са повратна точка. Постепенно изборният принцип се налага при членството на индийските законодателни съвети. Електоратът е ограничен обаче до малка група от индийците с високо обществено положение. Тези избираеми членове постепенно се превръщат в естествена опозиция на англичаните. Електоратът разраства своя обхват в обществените слоеве и постепенно се диференцира в отделни направления въз основа на религиозната идентичността на отделните индийци. Тези тенденции в политическия живот на страната повдигат важни въпроси, засягащи почти всички жители. Всяко едно решение на британските власти се подлага вече под съмнение и за него се изисква обяснение и аргументация. Има ли хуманно отношение към отделните малцинства? Не се ли осъществява всъщност с индийците принципа на „разделяй и владей“?
За мюсюлманите се оказва важно да спечелят повече места из цяла Индия и същевременно да съхранят религиозната си идентичност – задачи, изискващи адекватни действия спрямо различните обстоятелства. Така се създава първоначалното напрежение между самите индийци на религиозна основа.

### Периодът след Първата световна война
Важният принос на Индия в участието на Британската империя в Първата световна война и дава основание да изисква повече от страна на британците. Конгресната партия и Мюсюлманската лига се обединяват през декември 1916. Под ръководството на Мохамед Али Джина и Пандит Мотилал Неру (баща на Джавахарлал Неру), обединението започва борба за конституционни промени, които включват въпроси, свързани с различните избирателни права на хората. Резултатът от пакта между Конгресната партия и Мюсюлманската лига е искрено старание от двете страни за политически компромис. Конгресната партия приема исканията на Мюсюлманската лига за избирателните права и двете заедно се включват в борбата за автономност. Пактът започва да ръководи постоянните прояви, свързани с исканията за промени.
През август 1917 британското правителство официално обявява политика на „нарастващо асоцииране на индийците във всеки клон на администрацията и постепенно развитие на автономните институции с оглед на прогресивната реализация на местното правителство в Индия като интегрирана част от Британската империя“. Конституционните реформи въплъщават решението на правителството на Британска Индия от 1919, известно още като реформите на Монтагю-Челмсфорд (Едуин Самюел Монтагю, държавен секретар на Обединеното кралство по въпросите за Индия и Виконт Челмсфорд – вицекрал на Индия). Тези реформи представляват практически максималната степен на консенсус, който са склонни да приложат към този момент британците. Избирателно право е дадено на още слоеве от населението, същевременно нарастват правомощията на централните и местни власти, но властта на вицекраля остава единствено под юрисдикцията на Лондон.
Промените на местно ниво са значителни, като провинциалните законодателни съвети са предимно от избираеми членове. Практически се осъществява управление на принципа на диархията, основана на принципите, развити от Лайонел Къртис – правителствените департаменти за земеделие, образование, публични дейности и други са поставени под управлението на министри, които са единствено отговорни пред законодателните съвети. Департаментите, за които казвали, че оформят „стоманената рамка“ на британското управление – финанси, приходи, вътрешни работи – са оглавяване от британци в повечето случаи, които са пряко подчинени на губернаторите по места.
Реформите от 1919 не задоволяват политическите искания в Индия. Британците започват да репресират опозицията и да налагат цензура на пресата. Очевиден пример за преднамерено насилие от властите спрямо събиращите се на протести хора е клането при Джалианвала Баг в Амритсар през април 1919. Тази трагедия мобилизира такива политически лидери като Джавахарлал Неру и Махатма Ганди и масите да последват примера на протестиращите и да продължат с още по-големи демонстрации.
Страните-победителки след Първата световна война налагат на Турция мирен договор, който причинява сериозни притеснения сред мюсюлманските среди. Мюсюлманите считат, че основна цел на Антантата е да унищожи халифата на османския султан. След край на Империята на Моголите, Османската империя остава единствен символ на обединените мюсюлмани и на сунитите. Панислямското движение, известно като Килафат, се разпространява в Индия след разпадналата се Османска империя. Това движение пропагандира масово отхвърляне на лоялността към британската власт и отрича мюсюлманското участие във всеобщото индийско национално движение. Лидерите на Килафат използват ислямистки символи да обединят разпръснатите мюсюлмански общности из цяла Индия и водят преговори с британците за признаване и утвърждаване на права на отделно малцинство.
Мюсюлманските лидери от движенията Деобанд и Алигарх се присъединяват към Ганди при масовите стачки от 1920 и 1921. По това време Ганди подкрепя Килафат, като посредством това убеждава много индуси, че това е движение само на религиозна основа.
Въпреки внушителните си прояви, Килафат пропада като движение. Турция се обявява за светска република, което им губи външната опора. Освен това религиозните аспекти на движението са отчуждени като ценности например от западно мислещия политик и водач на Конгресната партия Мохамед Али Джина. Други мюсюлмански лидери възроптават срещу лидерството на Ганди. Британският историк Сър Пърсибъл Спиър пише, че „масите се молят към ръцете на Ганди, както към никой друг индус. Той може да премине кастите, но не и общността им. Индусите притежават средство, с което вкисват вкуса в устите на мюсюлманите“. В крайна сметка движението се пропада и забавя независимостта и влошава индуско-мюсюлманските отношения. Действително Индия прави голяма крачка към автономността си с реформите на Монтагю-Челмсфорд, но очертаващото се съперничество в борбата за независимост изостря различията между двете основни общности в Индия.

### Допълнителните реформи в Индия
Политическата картина в Индия не е напълно ясно когато след десетилетна критика решението от 1919 влиза в сила едва през 1929. Търсенето на допълнителни конституционни реформи подтиква към по-голяма агитация и дори безумни искания от различни групи. Комисията Саймън, оглавена то Сър Джон Саймън, препоръчва извършването на допълнителни конституционни промени. Дейността ѝ е прекратена след 1935, когато правителството е сменено. 1931 – 1933 в Лондон се провежда кръгла маса за проблемите на Индия, на която има представители на всички значими общности в страната. Основна линия на несъгласие между участниците в конференцията е отново отделянето на избирателното право, което Ганди категорично отхвърля. След конференцията е взето решение от британското правителство. премиерът Рамзи Макдоналд прокарва своята „награда за обществото“, която продължава системата на разделяне на избирателното право, както на централно, така и на провинциално ниво.
Практически резултат от този акт е автономията на провинциите. Диархичната система е прекъсната. Всички направления са оглавени от министри, които са лично и групово отговорни пред бившите законодателни съвети, които са прекръстени на законодателни асамблеи (В някои провинции, например Бенгалия, е основана двукамарна система, като само горната камара е със законодателно право). Почти всички членове на асамблеите са избираеми, с изключение на някои специални и представителни. След избори, провинцията съставя министерски съвет, като губернаторът на провинцията е с ограничени права. Към този период Синд се отделя от Провинция Бомбай. Реформите от 1919 са въведени за пръв път в Северозападната гранична провинция. Белуджистан получава специален статус, там няма законодателни органи и се управлява от губернатор. Принцовете на трибутарните кралства отказват да въведат системата, при която има избираеми от народа длъжности. По този начин реформата не може да обхвани всички части на страната.

### Втората световна война и краят на колониалната съдба на Индия
До 1942 индийците са разделени спрямо Втората световна война, същевременно британците едностранно без консултации вкарват Индия във войната. Някои от индийците желаят да ги подкрепят в Битката за Британия, надявайки се на евентуална независимост като награда за помощта. Други са разярени от незачитането на индийски права и не взимат присърце проблемите на британците по това време и дори го считат като справедлива съдба – отмъщение за поробването на Индия. Британската индийска армия се разраства до най-многобройната доброволческа армия в човешката история. Същевременно по време на войната през юли 1942 Индийският национален конгрес приема резолюция, в която се заявява желанието за пълна независимост от Британия. В решението е споменато, че ако Британия не приеме исканията, ще бъде преминато към огромно по размерите си гражданско неподчинение. През август 1942 резолюцията е потвърдена от сесията в Бомбай на всички организации за индийска независимост, даваща началото на Движението за свобода на Индия. Движението обхваща големи маси от хора, но провежда мирни демонстрации и отказва да сътрудничи на британските сили по време на войната. Огромна вълна от протести и демонстрации обхващат цялата страна. Работниците отказват да работят и започват стачки. Движението извършва и повсеместно саботажи, индийски нелегални организации извършват бомбени атаки на конвои на съюзническите конвои, правителствените сгради са нападани и подпалвани, електрическите линии са прекъсвани, а транспортните и комуникационни връзки разрушавани. Движението скоро престава да се ръководи от принципите на Ганди за ненасилие. В големи части на страната нелегални организации поемат ръководството над Движението. През 1943 Движението губи влияние.
По времето, когато се води най-кръвопролитна война в Европа и Азия, индийският революционен лидер Нетаджи Шубаш Чандра Бошу успява да избяга от домашен арест и в крайна сметка да се отправи към Нацистка Германия, а оттам към Япония, където отправя молба за намеса на Оста на страната на индийските революционни сили, обещавайки подкрепа. Той обещава да организира подчинената на британците наемна армия, екстремистки отряди и доброволци, които да се включат в помощ на Япония. Япония напада бази на Британската индийска армия при пристанищата на Асам, Бенгалия и Бирма. Японските удари са прекалено слаби, за да се получи желаният ефект. Въпреки неуспехите, опитът на Бошу подтиква формирането на нова вълна на съпротива от страна на индийците. Голяма част от индийците на британска служба дезертират, извършват саботажи и се включват на страната на силите за независимост. Освен в Индия националноосвободителни движения се надигат в редица колонии на Британската империя. Всички тези събития са строго цензурирани. Наложена цензура над радио емисиите на ББС, над вестниците и пощата. Бунтовете се разрастват и силите за независимост вземат преимущество над британските сили. Възлов момент е оказаната помощ на Кралската индийска флота, която застава на страната на бунтовниците. Крайбрежието е овладяно от Карачи до Бомбай и от Визаг до Калкута.
Тези вълнения предопределят съдбата на следвоенния Радж. Армията в колонията е загубена, администрацията е безсилна. В началото на 1946 всички политически затворници са амнистирани. Британците започват преговори с Индийския национален конгрес за условията за независимост на страната. На 15 август 1947 е осъществен пълният преход на властта в ръцете на вече независима Индия. В полунощ на 14 август 1947 Пакистан, заедно с Бангладеш – тогавашен Източен Пакистан получава правото на отделна независимост. Образуват се 2 отделни държави, различаващи се по религиозен признак. Мнозина считат, че това е краят на епохата на Британска Индия, а според други това се случва едва през 1950, когато е приета новата републиканска конституция.

## Провинции на Британска Индия
До получаване на независимостта Британска Индия се поделя на провинциите:
- Аджмер-Мервара-Кекри
- Андамански и Никобарски острови
- Асам
- Белуджистан
- Бенгал
- Бихар
- Провинция Бомбай
- Централни провинции и Берар
- Кург
- Провинция Делхи
- Провинция Мадрас
- Северозападна гранична провинция
- Пант-Пиплода
- Ориса
- Пенджаб
- Синд
- Обединени провинции Агра и Уд

11 от провинциите (Асам, Бенгалия, Бихария, Провинция Бомбай, Централни провинции и Берар, Провинция Мадрас, Северозападна гранична провинция, Ориса, Пенджаб, Обединени провинции Агра и Уд и Синд)са оглавявани от губернатор, останалите 6 (Аджмер-Мервара-Кекри, Андамански и Никобарски острови, Белуджистан, Кург, Провинция Делхи и Пант-Пиплода)са управлявани от главен пълномощник.
Същевременно съществуват и няколкостотин васални княжества, управлявани от местните монарси. Най-значими от тях са Джайпур със столица Джайпур, Хайдарабад със столица Хайдарабад, Мисор, Джаму и Кашмир.